# Leis Pontevedra Fútbol Sala
El Leis Pontevedra Fútbol Sala és un club de futbol sala gallec de la ciutat de Pontevedra, que juga a la Segona divisió B de la Lliga espanyola de futbol sala. Juga els seus partits com a local al Pavillón Municipal dos Deportes de Pontevedra. Va arribar a jugar durant la temporada 2007/08 a la Divisió d'Honor de la LNFS.

## Palmarès
- 2 Play-offs d'ascens a Divisió d'Honor